# 孫增三
天鸽座δ，又名CD-33 2927，HD 44762、SAO 196735、HR 2296，是天鸽座的一颗恒星，视星等为3.85，位于銀經241.03，銀緯-20.24，其B1900.0坐标为赤經6h 18m 27.5s，赤緯-33° -20.24′ 9″。